# Xã Ann Lake, Quận Kanabec, Minnesota
Xã Ann Lake (tiếng Anh: Ann Lake Township) là một xã thuộc quận Kanabec, tiểu bang Minnesota, Hoa Kỳ. Năm 2010, dân số của xã này là 447 người.